# Don Sleet
Don Sleet fue un músico estadounidense, nacido el 27 de noviembre de 1938 en Fort Wayne (Indiana) y fallecido el 31 de diciembre de 1986 en Hollywood a causa de un cáncer, a la edad de 48 años. Destacó como trompetista de jazz.
Tocó en la banda de Stan Kenton en 1953. La revista de jazz Downbeat, además, le reconoció como mejor trompetista durante los años 1956, 1957 y 1958. No obstante, como líder sólo llegó a grabar un disco, titulado All members, en 1961.